# دهستان اورامان تخت
دهستان اورامان تخت(هورامان تخت) نام دهستانی در بخش اورامان شهرستان سروآباد، استان کردستان در ایران است. براساس سرشماری مرکز آمار ایران در سال ۱۳۸۵، جمعیت آن ۴۹۲۶ نفر (۱۱۴۰ خانوار) بوده‌است.